# Geldidee
Geldidee war ein monatlich erscheinendes Wirtschaftsmagazin der Bauer Media Group, das von 1998 bis 2009 erschien.

## Hintergrund
Sitz der Redaktion war anfangs Hamburg, später Düsseldorf. Gründungs-Chefredakteur war Gerhard Kromschröder, der dieses Amt 1998 an Rolf Bier abgab.
Im Jahr 2003 wurde die etwa 30-köpfige Redaktion komplett entlassen, danach wurde das Heft vorübergehend vom ehemaligen Capital-Chef Ralf-Dieter Brunowsky in Köln produziert, ehe die Redaktion von "Das Wertpapier" diese Aufgabe übernahm.
im September 2007 wurde Arne Sill Verlagsleiter der Zeitschrift. Sein Vorgänger war Walter Berning.
Letzter Chefredakteur war Christian Fälschle. Mit der Ausgabe 04/2009 wurde die Zeitschrift eingestellt. Die verkaufte Auflage sank von 136.586 Exemplaren im vierten Quartal 1998 auf 133.145 Exemplare im vierten Quartal 2008.

## Inhalte
Unterteilt war die Geldidee in vier große Themenblöcke:

### Finanzplan und Karriere
Themen dieses Teils waren zum einen Alterversorge und langfristiger Vermögensaufbau (wie Sparpläne) sowie Versicherungen, hierzu zählten auch Artikel zum Eigenheim und Wohnen. Zum anderen fanden sich in dieser Rubrik Beiträge zu Fragen rund um die Karriere und zur Weiterbildung.

### Geld, Steuern, Recht
Nachrichten, Informationen und Kurse zu deutschen und internationalen Aktiengesellschaften und Indizes wurden hier für Geldanleger dargestellt. Steuersparmöglichkeiten und die Berichterstattung zu Entwicklungen in der Gesetzgebung gehörten ebenfalls zum festen Bestandteil dieser Rubrik.

### Debatte
Geldidee berichtete hier über die politischen Entwicklungen in Berlin. Politische Vorhaben, Beschlüsse und Hintergründe wurden in diesem Teil näher beleuchtet.

### Leben
In diesem Abschnitt berichtete das Magazin über Lifestyle, Reisen und Trends.

## Internet
Im März 2007 hatte das Magazin sein Onlineportal – als vom Print-Magazin eigenständiges Medium – neu konzipiert. Aktuelle Neuigkeiten, Hintergrundberichte und sekundengenaue Kurse gehörten zum festen Bestandteil der Online-Berichterstattung. Mehr als 230.000 Aktien, Fonds, Zertifikate, Optionsscheine, Anleihen und Devisenkurse bot die Geldidee im Web.